# Мозкове (Сумський район)
Мозко́ве — село в Україні, у Краснопільській селищній громаді Сумського району Сумської області. Населення становить 156 осіб. До 2016 орган місцевого самоврядування — Чернеччинська сільська рада.

## Географія
Село Мозкове розташоване на одному із витоків річки Боромля, нижче за течією на відстані 10 км розташоване село Боромля. До села примикає лісовий масив, урочище Гречаний Ліс.
Поруч пролягає автомобільний шлях Р17.

## Історія
Село постраждало внаслідок геноциду українського народу, проведеного урядом СССР 1923—1933 та 1946–1947 роках.
12 червня 2020 року, відповідно до розпорядження Кабінету Міністрів України № 723-р «Про визначення адміністративних центрів та затвердження територій територіальних громад Сумської області», село увійшло до складу Краснопільської селищної громади.
19 липня 2020 року, в результаті адміністративно-територіальної реформи та ліквідації Краснопільського району, увійшло до складу новоутвореного Сумського району.

## Економіка
- Молочно-товарна ферма.
- ТОВ Агрофірма «Грязнянська».

## Відомі люди
- Прудник Михайло Васильович — український письменник, головний редактор журналу «Перець».